# John David Washington
John David Washington (n. 28 iulie 1984, Toluca Lake⁠(d), California, SUA) este un actor american, nominalizat la Globul de Aur pentru rolul lui din Agent ProvoKkKator. A mai jucat și fotbal american. Este fiul actorului Denzel Washington. Acesta a avut rolul principal din filmul Tenet, regizat de Christopher Nolan.

## Filmografie
- Monstrul (film din 2018)
- Tenet